# 奥塞霍
奥塞霍，是西班牙拉里奥哈自治区的一个市镇。总面积57平方公里，总人口741人（2001年），人口密度13人/平方公里。